# Potere

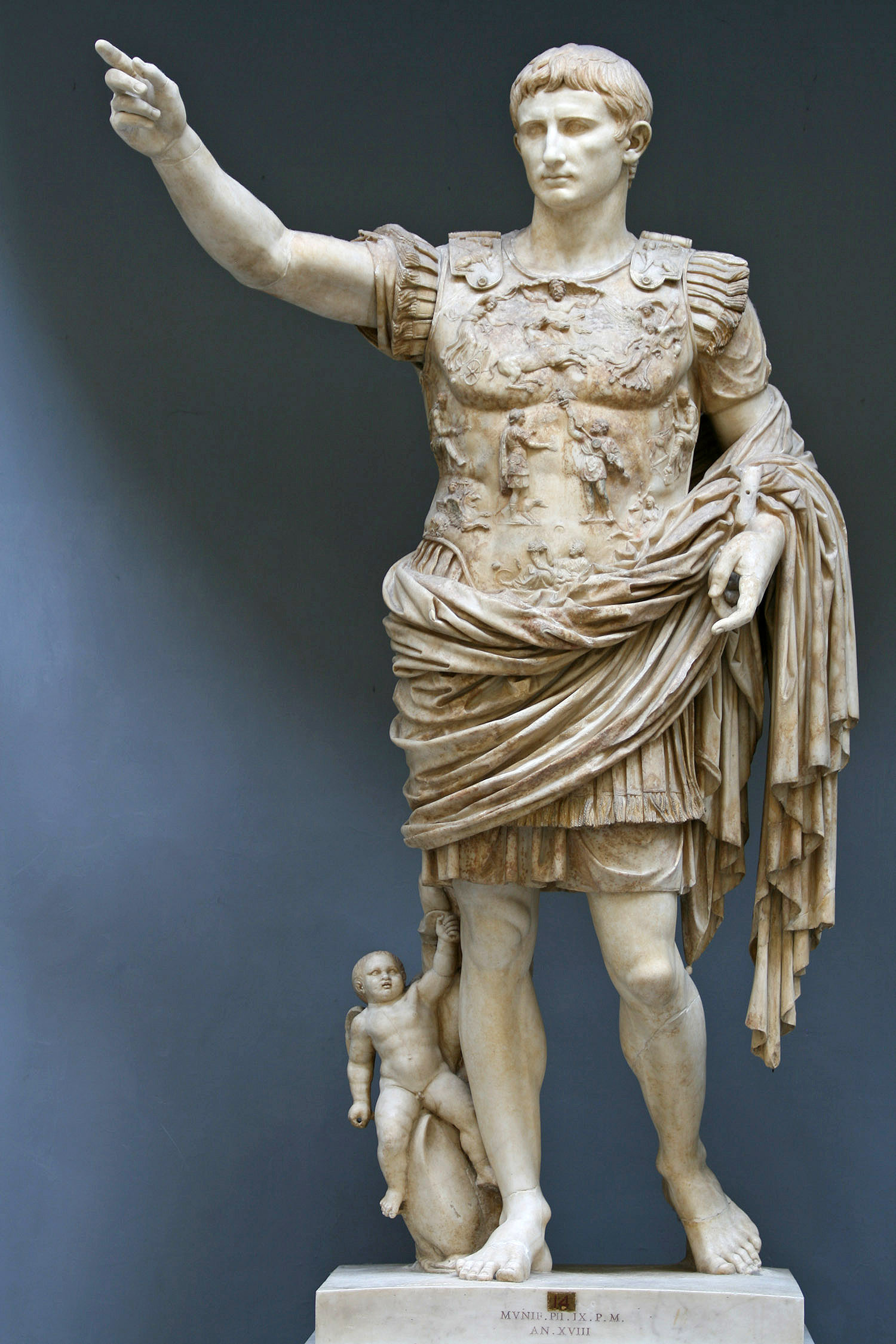
Statua celebrativa di Augusto, primo Imperatore romano.

Per potere, in termini giuridici, si intende la capacità, la facoltà ovvero l'autorità di agire, esercitata per fini personali o collettivi; più in generale il termine viene usato per indicare la capacità vera o presunta di influenzare i comportamenti di gruppi umani.

## Definizioni
In diritto, a differenza delle altre scienze sociali, il termine potere ha un significato preciso, ma al contempo, ristretto, designando la possibilità spettante ad un soggetto di produrre determinati effetti giuridici, ossia di costituire, modificare o estinguere un rapporto giuridico. Al di fuori dell'ambito giuridico gli studiosi sono divisi su come considerare il potere. Esso è un bene materiale (visione sostanziale) o una relazione tra individui? La seconda teoria è oggi la più accettata.
Ciò porta a definire il potere come la capacità di ottenere obbedienza. Secondo la classica definizione sociologica di Max Weber (il potere come forza): «Il potere è la possibilità che un individuo, agendo nell'ambito di una relazione sociale, faccia valere la propria volontà anche di fronte a un'opposizione». In politica il potere pubblico è definito da Raymond Aron: «La consegna ad uno o ad alcuni della capacità (riconosciuta legittima) di stabilire regole per tutti, di imporre a tutti il rispetto di queste regole o in conclusione di prendere decisioni obbligatorie, in fatto o in diritto, per tutti».
Dal punto di vista tecnico-organizzativo, è possibile definire il potere come l'autorità e autonomia decisionale, esercitata in aderenza a norme e regolamenti, da un organo direttivo, nell'ambito delle proprie competenze e responsabilità lavorative-gestionali. Il potere è stato visto in modo più generale, quasi identificandolo con la vita stessa. Emerson, nel suo celebre saggio sul "Potere" (in Condotta di vita) disse che "La vita è una ricerca del potere; e questo è un elemento di cui il mondo è talmente saturo – non c'è crepa o fenditura in cui non si trovi – che nessuna onesta ricerca è senza ricompense." Questa era una visione anche extrapolitica del potere, che influenzò fortemente la teoria nietzschiana della volontà di potenza.

### Forza e consenso
Un'ulteriore distinzione del potere viene fatta tra il potere inteso come forza o potenza ed il potere inteso come consenso. La forza è la capacità di far valere, anche di fronte a un'opposizione, la propria volontà; il consenso è l'abilità di trovare obbedienza da parte di determinati individui in cui vi è un minimo di volontà di ubbidire, cioè un interesse all'obbedienza. La seconda definizione è più vicina al punto di vista dell'antropologia di potere come autorità.
Questa distinzione era già stata anticipata da Machiavelli quando parlava di leoni e volpi; i primi userebbero la sola forza per ottenere il potere (e alla lunga sono sconfitti), i secondi il consenso (la persuasione). Weber (vedi nel seguito) usa le due parole tedesche Macht ed Herrschaft per forza e consenso. Heinrich Popitz vede il primo tipo di potere come imposto dall'alto con la forza e la paura, il secondo che si forma dal basso a causa del rispetto, del riconoscimento di una superiorità.

#### Nel dibattito italiano
Nell’articolo “Forza e consenso” - che Benito Mussolini pubblicò sul numero di aprile 1923 di Gerarchia - si dichiara che il fascismo “è già passato e, se necessario, tornerà tranquillamente a passare sul corpo più o meno decomposto della Dea Libertà” perché “quando un gruppo o un partito è al potere, esso ha l’obbligo di fortificarvisi e di difendersi contro tutti”.
Guglielmo Ferrero replicò immediatamente che – premesso che governo liberale è quello che riconosce l’esistenza legale di una opposizione – chi colpisce il diritto di opposizione (chiave di volta di tutta la civiltà occidentale) “tenta di diroccare tutto l’ordine sociale. Abolito il diritto di opposizione, nessuna istituzione avrebbe più carattere legittimo”.

### Legittimità del potere
Già Sant'Agostino nel De Civitate Dei pose il problema della legittimità. Nel dialogo tra Alessandro e il pirata, si fa notare che non vi è differenza tra il potere di un re - che governa su una nazione - e il potere di un capitano pirata che governa sul suo piccolo bastimento. Si tratta di una semplice differenza di grado, ed allora «che cosa sono i regni se non bande di ladroni?». Poiché il potere implica il monopolio della forza, da dove viene la legittimazione al monopolio di essa?
Hobbes pose la legittimazione dello stato in una forma di contratto tra gli uomini per evitare una condizione di guerra perenne. Per Ortega y Gasset, poi, non c’è potere che non si eserciti in nome di una legittimità (en nombre de una legitimidad) o che non si definisca nelle proprie procedure di legittimazione. Certamente ci potrà essere sempre un potere che «usa la violenza per stabilire il suo diritto», ma mai un potere che faccia di quella stessa violenza «il suo diritto».
Max Weber teorizzò tre diversi tipi di legittimità. 
- La prima è la legittimità tradizionale, che poggia sulla credenza quotidiana nel carattere sacro della tradizione valida da sempre (es. il potere deriva da Dio), come nell'Ancien Régime.
- La seconda è la legittimità carismatica, che poggia sulla dedizione al carattere sacro o alla forza eroica o al valore esemplare di una persona. Il leader ha una missione, e i governati si convincono che sia così. Questo è il caso di Cesare e Napoleone, ma ancora di più è il caso di Hitler, Mussolini, Lenin e Stalin. Questo tipo di potere va inevitabilmente incontro alla disillusione, nel momento in cui la missione del leader fallisce (Napoleone, Mussolini, Hitler) o al massimo nel momento della morte del leader (Stalin). In alcuni casi, tuttavia, il potere carismatico può essere istituzionalizzato: è il caso dell'Impero romano nato da Cesare e dell'Unione sovietica nata da Lenin.
- Infine c'è la legittimità legale-razionale che poggia sulla credenza nella legalità degli ordinamenti statuiti (per esempio la Costituzione), e sul diritto al comando di coloro che sono chiamati dal popolo a governare; è una legittimità moderna, democratica ed impersonale.

## Potere e politica
In tutti i periodi storici, la vita sociale degli individui si è basata principalmente su relazioni di potere, fondate sul rapporto comando-obbedienza. La formazione degli stati moderni e quindi l'affermazione del principio di democrazia, ha fatto credere che le relazioni comando-obbedienza e le violenze coercitive, tipiche degli stati autoritari, starebbero scomparendo. In realtà, come fa notare Heinrich Popitz, la violenza può essere delimitata ma non può scomparire, perché anche gli Stati democratici devono far uso della forza coercitiva per mantenere l'ordine sociale e difendere i diritti e le libertà conquistate. Alla luce di questo, possiamo affermare che l'esercizio del potere ha un ruolo fondamentale nei rapporti tra le persone e tra queste e lo stato.

### Hobbes e l'origine dello Stato moderno
Thomas Hobbes, nel suo Leviatano, espone l'origine del potere politico come volontaria cessione di libertà e potere incondizionato da parte dei singoli mediante un patto reciproco in vista dell'autoconservazione. In assenza di stato infatti l'uomo gode del diritto su tutto e su tutti (in omnia) e non vigendo alcuna delimitazione della sfera di arbitrio si trova in una condizione di guerra perenne. Nella mutua rinuncia totale degli uomini all'autogoverno risiede la legittimazione del potere dello Stato cui viene trasferita l'assoluta sovranità. 
Dalle sue teorie hanno origine sia lo stato totalitario che il moderno stato-nazione.

### La teoria di Weber
Il sociologo tedesco Max Weber, nel suo libro Economia e società, definisce il potere come la capacità di un attore sociale di esercitare (talvolta attraverso l'uso della forza) un controllo sul comportamento degli altri attori, anche senza il consenso di questi ultimi, condizionando le loro decisioni. Per potere Weber intende la ricchezza, il prestigio, lo status, la forza numerica e fisica, l'efficienza organizzativa, tutto ciò che offre un vantaggio. Il sociologo però sviluppa, al riguardo, una teoria molto articolata e influente.
Weber comincia distinguendo due concetti: il concetto di Macht (potenza) e di Herrschaft (potere legittimo). Con il termine potenza egli intende: "qualsiasi possibilità di far valere entro una relazione sociale, anche di fronte ad un'opposizione, la propria volontà, quale che sia la base di questa possibilità"; con il termine potere legittimo intende: "la possibilità di trovare obbedienza, presso certe persone, ad un comando che abbia un determinato contenuto". La prima espressione fa riferimento ad una relazione sociale dove il soggetto più forte riesce a far valere la propria volontà in ogni caso; la seconda espressione si riferisce alle relazioni dove il soggetto debole accetta le decisioni altrui perché le riconosce valide e quindi legittime. Weber, basandosi su questo secondo concetto, realizza la tipologia delle tre forme già viste di legittimazione del potere. Tale tipologia è costituita dal potere tradizionale, dal potere carismatico e dal potere razionale-legale.
Oltre al potere politico, Max Weber individua altre due forme di potere: il potere economico ed il potere ideologico. Il primo è esercitato da chi possiede risorse materiali o finanziarie che permettono di indurre coloro che non le hanno a tenere determinati comportamenti (esempio: imprenditori vs. operai). Il secondo consiste nella capacità di influenza che viene esercitata sulle idee della gente da chi è investito di una certa autorità.
Weber considera il potere politico come il potere sovrano, con tutte le altre sfere di potere sono subordinate ad esso. Questo perché lo stato influenza e regolarizza tutte le attività umane, siano esse sociali, economiche, culturali e così via.

#### Genesi del potere politico
Secondo Weber la nascita del potere politico avviene con il passaggio da gruppi sociali chiusi a comunità politiche e infine con la nascita dello Stato moderno.
Weber sottolinea come i gruppi sociali siano caratterizzati da relazioni sociali chiuse perché non permettono l'accesso a nuovi membri. Tale divieto è reso operativo da più persone preposte a questo. Nel corso del loro sviluppo, alcuni di questi aggregati sociali divengono veri e propri gruppi di potere, dotati di apparati ben organizzati. Infine, allargando verso l'esterno le loro azioni, che prima si svolgevano solo all'interno, essi cercano di controllare il territorio e le persone che lo abitano. Organizzano, quindi, la vita di quel determinato territorio mediante l'uso di mezzi coercitivi. Nasce così una vera e propria comunità politica che, nel momento in cui si istituzionalizza, dà vita allo stato moderno.
Gli stati moderni per esercitare il potere politico necessitano di un apparato amministrativo. Tale apparato amministrativo è dato dall'organizzazione di uomini specializzati in ruoli diversi. Compito principale dei membri che costituiscono l'apparato amministrativo è quello di dare esecuzione alle decisioni prese dall'autorità (Stato). Weber usa il termine burocrazia per definire l'organizzazione amministrativa. Egli delinea un tipo ideale di burocrazia. Le principali caratteristiche di questo modello ideale sono le seguenti:
- divisione e specializzazione dei compiti;
- struttura gerarchica dell'apparato amministrativo;
- assunzione con contratto;
- remunerazione in denaro del personale;
- separazione tra gli uomini e i mezzi d'amministrazione;
- separazione tra gli uomini e l'ufficio;
- apparato amministrativo sottoposto a controlli e ad un regolamento.

In conclusione possiamo dire che secondo Weber l'esercizio del potere politico necessita della legittimazione, di una struttura amministrativa e del "monopolio legittimo della forza".

### Gli elitisti
Le teorie elitiste convergono tutte sul fatto che nella società vi è una minoranza al potere ed una maggioranza che lo subisce. 
Tra gli esponenti più importanti di questa corrente di pensiero ci sono: Niccolò Machiavelli, Gaetano Mosca, Vilfredo Pareto, Robert Michels, Guglielmo Ferrero. 
Di particolare interesse sono gli studi fatti da Michels sui partiti politici e sulla loro organizzazione. Analizzando la struttura dei partiti, Michels formulò la "legge ferrea dell'oligarchia", che evidenzia come i partiti tendano a concentrare il potere in una cerchia ristretta di uomini, producendo un distacco sempre più ampio tra i dirigenti e gli iscritti. Tale distanza tra classe dirigente e iscritti provoca, secondo Michels, un'organizzazione oligarchica del partito. Tale forma oligarchica fa sì che i dirigenti perseguano di fatto i propri interessi e solo formalmente gli interessi delle masse. Michels dimostra come l'organizzazione oligarchica dei partiti permetta di concentrare il potere nelle mani di pochi dirigenti, oltre ad impedire che le candidature politiche vengano fatte dal basso. Ciò accade in quanto i partiti sono una organizzazione complessa che per essere guidata ha bisogno di competenze specifiche. Coloro che possiedono tali competenze formano quella oligarchia che, strutturandosi in modo burocratico, mette nelle mani dei capi poteri decisivi che li svincolano dalla massa.

### La teoria struttural-funzionalista
Al centro di questa corrente di pensiero si pone Talcott Parsons. Parsons elaborò una teoria molto complessa sul sistema sociale. Secondo l'autore, il sistema sociale si compone di diversi sottosistemi funzionali. I sottosistemi funzionali sono quattro: quello economico, quello culturale, quello integrativo e quello politico. La teoria di Parsons cerca di spiegare la funzione che svolgono i diversi sottosistemi nella società. Il sistema sociale teorizzato dal sociologo è in continuo sviluppo e rinnovamento, quindi, anche le funzioni dei sottosistemi tendono a cambiare. Il sottosistema politico, pensato da Parsons, utilizza il potere per interagire con gli altri sottosistemi della società. Nell'analisi parsoniana il potere ha la funzione di trasformazione, sviluppo e integrazione della società. La struttura politica (lo Stato) mette in opera le proprie decisioni tramite l'uso del potere. In conclusione, Parsons afferma che il potere politico deve essere utilizzato per mantenere l'ordine sociale e per fare in modo che gli altri sottosistemi operino al meglio.

### Le teorie "neoelitiste"
I neoelitisti affermano che sia il potere politico-amministrativo, che il potere sociale in generale, sono legati alla ricchezza economica di una cerchia ristretta di persone.
Floyd Hunter (1912-1992), un importante esponente di questa linea di pensiero, dopo aver svolto degli studi sulla città americana di Atlanta, è giunto alla conclusione che la principale fonte di potere è la ricchezza economica. Egli ha fatto notare come la vita politica di una città sia determinata dagli interessi degli imprenditori. Secondo Hunter le decisioni importanti per una città vengono prese da chi detiene la ricchezza economica. Tali decisioni non sono formalizzate all'interno di un palazzo politico ma sono il risultato di riunioni di "alto livello" che si svolgono in clubs privati o in abitazioni private.
Un altro importante neoelitista è Charles Wright Mills. Mills ha sottolineato che vi è una forte concordanza di interessi tra le organizzazioni economiche, politiche e militari. Secondo Mills, questa convergenza di interessi fa sì che il potere politico sia solo formalmente ed apparentemente democratico, mentre in realtà esso è rigidamente oligarchico. La tesi di Mills può essere sintetizzata nel seguente modo: vi è una sola classe dirigente, composta da imprenditori, politici e militari; tale classe dirigente prende liberamente le proprie decisioni senza essere sottoposta ad un effettivo controllo popolare. Il dominio di questo tipo di élite sulla società, secondo la teoria di C.W. Mills, è pressoché totale.

### Foucault e la microfisica del potere
Michel Foucault elabora una "microfisica del potere", nella quale il potere "non è qualcosa che si divide tra coloro che lo possiedono o coloro che lo detengono esclusivamente e coloro che non lo hanno o lo subiscono. Il potere deve essere analizzato come qualcosa che circola, o meglio come qualcosa che funziona solo a catena. Non è mai localizzato qui o lì, non è mai nelle mani di alcuni, non è mai appropriato come una ricchezza o un bene. Il potere funziona, si esercita attraverso un'organizzazione reticolare". Il concetto di potere espresso da Foucault è una sorta di campo relazionale mai gestito da qualcuno (il capitalista, il prete...). È prima di tutto un discorso (una proliferazione di discorsi) portato verso una direzione in seguito a stratificazioni di un senso piuttosto che un altro. Qualcosa che condiziona ma che lascia margini di gioco, di distorsione, di sviluppo.